# Kalaidos Bildungsgruppe Schweiz
Die Kalaidos Bildungsgruppe Schweiz ist ein Betreiber von Bildungsinstituten in der Schweiz. Zu ihr gehören unter anderem AKAD, die Kalaidos Fachhochschule und die Wirtschaftsinformatikschule Schweiz. Gemeinsam mit der KV Bildungsgruppe Schweiz und der Klubschule Migros zählt die Kalaidos Bildungsgruppe zu den grösseren Anbietern von beruflicher Fortbildung in der Schweiz. Seit dem 1. Januar 2019 gehört die Kalaidos Bildungsgruppe zur Klett-Gruppe.